# Liste des duchesses de Bourgogne
« Duchesse de Bourgogne » redirige ici. Pour l’article homophone, voir Duchesse de Bourgogne (bière).
Cet article recense les duchesses de Bourgogne, consort ou de droit, qui par leur dots, leurs qualités personnelles ou des circonstances particulières ont largement contribué à la destinée de ce territoire.

## Bosonides (880-952)
| Portrait | Nom (dates)                             | Époux                                     | Titres | Eléments biographiques |
| --- | --------------------------------------- | ----------------------------------------- | --- | --- |
| | Adélaïde de Bourgogne (v. 870 - v. 929) | - Richard de Bourgogne (mariage en 888)   | - Comtesse d'Auxerre d'Autun et de Sens (888-921) - Comtesse de Nevers (v.890-921) - Comtesse de Troyes (894-921) - Marquise (898-918) puis duchesse (918-921) de Bourgogne | - Princesse de Première maison Welf. Fille de Conrad II de Bourgogne et de Waltrade de Wormsgau. - Mère de Raoul Ier des Francs, de Hugues le Noir, de Boson de Bourgogne et d'Ermengarde de Bourgogne. - Elle apporte en dot le comté d'Auxerre. |
| | Emma de France (894- 2 novembre 934)    | - Raoul Ier des Francs (mariage vers 910) | - Duchesse de Bourgogne (921-923) - Reine des Francs (15 juin 923- 2 novembre 934)                                                                                          | - Princesse robertienne. Fille de Robert Ier des Francs et de Béatrice de Vermandois. |
| En 936, Hugues le Noir (?-952), alors comte d'Outre Saône, de Mâcon, et d'Autun, et marquis de Provence, frère de Raoul Ier, ainsi que Hugues le Grand (898-856), alors comte de Paris, marquis de Neustrie, et duc des Francs, revendiquent le duché, qui est divisé, en trois part égales, par le traité de Langres de 938. Il y a donc jusqu'à la réunification du duché, en 943, au profit d'Hugues le Grand, trois ducs de Bourgogne, et, in extenso, deux duchesses (Hugues le Noir n'étant pas marié). Celles-ci sont : - Ermengarde de Bourgogne - Hedwige de Saxe |                                         |                                           | | |
| | Ermengarde de Bourgogne (v.905-v.945)   | - Gilbert de Chalon (mariage en 928)      | - Comtesse d'Autun (921-v.945) - Comtesse de Chalon, de Beaune et de Dijon (928-v.945) - Duchesse (928-943), puis comtesse principale de Bourgogne (943-v.945)              | - Princesse bivinide. Fille de Richard de Bourgogne et d'Adélaïde de Bourgogne. - Mère de Liétgarde de Chalon. |
| | Hedwige de Saxe (vers 914/921-965)      | - Hugues le Grand (mariage en 937)        | - Duchesse des Francs et de Bourgogne, marquise de Neustrie et comtesse de Paris (937-956) - Comtesse d'Auxerre (954-956)                                                   | - Princesse ottonienne. Fille de Henri Ier de Germanie et de Mathilde de Ringelheim. - Mère de Béatrice de France, de Hugues Capet, d'Emma de France, d'Otton de Bourgogne et d'Henri Ier de Bourgogne.                                           |

## Robertiens (956-1004)
| Portrait | Nom (dates)                           | Époux                                                              | Titres | Eléments biographiques |
| -------- | ------------------------------------- | ------------------------------------------------------------------ | --- | --- |
|          | Liétgarde de Chalon (v.945 – 965)     | - Otton de Bourgogne (mariage avant 955)                           | - Duchesse de Bourgogne (956-965)                                                                                 | - Princesse de la Maison de Vergy. Fille de Gilbert de Chalon et d'Ermengarde de Bourgogne.                                                                                         |
|          | Gerberge (en) (947-987/91)            | - Aubert Ier d'Italie - Henri Ier de Bourgogne (mariage vers 973)  | - Reine d'Italie (vers 960-964) - Duchesse de Bourgogne, comtesse d'Autun, d'Avallon et de Beaune (v.973 - v.990) | - Princesse de la Maison d'Ivrée. Fille possible d'Adélaïde et de Lambert de Chalon. - Mère d'Otte-Guillaume de Bourgogne.                                                          |
|          | Gersende de Gascogne (968-1016)       | - Henri Ier de Bourgogne (mariage vers 992)                        | - Duchesse de Bourgogne (992-996)                                                                                 | - Princesse de la Maison de Gascogne. Fille de Guillaume Sanche de Gascogne et d'Urraca Garcez de Navarre-Pampelune. - Elle est répudiée avant le 24 octobre 996 .                  |
|          | Ermentrude de Roucy (958- 5 mai 1005) | - Aubry II de Mâcon - Otte-Guillaume de Bourgogne (mariage en 982) | - Comtesse de Mâcon (?-1005) - Comtesse de Bourgogne (982-1005) - Duchesse de Bourgogne (1002-1005)               | - Princesse unrochide. Fille de Renaud de Roucy et d'Alberade de Lotharingie. - Mère de Béatrice de Mâcon, de Guy Ier de Mâcon, de Renaud Ier de Bourgogne et d'Agnès de Bourgogne. |

## Capétiens (1004-1482)

### Première maison de Bourgogne (1004-1361)
| Portrait | Nom (dates)                                              | Époux | Titres | Eléments biographiques | Armoiries |
| -------- | -------------------------------------------------------- | --- | --- | --- | --------- |
|          | Constance d'Arles (v.986- 22/25 juillet 1032)            | - Robert II le Pieux (mariage en 1003) | - Reine de France (1003- 20 juillet 1031) - Duchesse de Bourgogne (1004 - janvier 1016) | - Princesse bosonide. Fille de Guillaume Ier de Provence et d'Adélaïde d'Anjou. - Mère d'Alix de France, de Hugues de France, de Henri Ier de France, d'Adèle de France et de Robert Ier de Bourgogne.                                                                                   |           |
|          | Hélie de Semur (v.1010-1076)                             | - Robert Ier de Bourgogne (mariage en 1033) | - Duchesse de Bourgogne et comtesse de Langres (1033-1056) - Comtesse d'Auxerre (1040-1060) | - Fille de Dalmace Ier de Semur et d'Aremburge de Vergy. - Mère de Henri de Bourgogne et de Constance de Bourgogne. - Elle est répudiée vers 1056. |           |
|          | Ermengarde d'Anjou (V. 1018 - 18 mars 1076)              | - Geoffroy II de Gâtinais - Robert Ier de Bourgogne                                                                                                  | - Comtesse de Gâtinais (?-1045) - Duchesse de Bourgogne (1056-1076) | - Princesse ingelgerienne. Fille de Foulques III d'Anjou et d'Hildegarde de Lorraine-Sundgau. - Mère de Geoffroy III d'Anjou, de Foulques IV d'Anjou et de Hildegarde de Bourgogne. |           |
|          | Yolande ou Sybille de Nevers (?-1078)                    | - Hugues Ier de Bourgogne, | - Duchesse de Bourgogne (1076-1078) | - Princesse de la Maison de Nevers. Fille supposée de Guillaume Ier de Nevers et d'Ermengarde de Tonnerre. |           |
|          | Sybille de Bourgogne (v.1065-v.1103)                     | - Eudes Ier de Bourgogne (mariage en 1080) | - Duchesse de Bourgogne (1080-1102) | - Princesse de la Maison d'Ivrée. Fille de Guillaume Ier de Bourgogne et d'Étiennette de Bourgogne. - Mère de Hélène de Bourgogne, de Florine de Bourgogne et de Hugues II de Bourgogne.                                                                                                 |           |
|          | Mathilde de Mayenne (?-v.1165)                           | - Hugues II de Bourgogne (mariage v.1116) | - Duchesse de Bourgogne (v.1116-1143) | - Princesse de la Deuxième maison de Mayenne. Fille de Gauthier IV de Mayenne et d'Aline de Beaugency. - Mère d'Eudes II de Bourgogne, de Sibylle de Bourgogne et de Gauthier de Bourgogne.                                                                                              |           |
|          | Marie de Blois (1128-1190)                               | - Eudes II de Bourgogne (mariage en 1145) | - Duchesse de Bourgogne (1145-1162) | - Princesse de la Maison de Blois. Fille de Thibaut IV de Blois et de Mathilde de Carinthie. - Mère d'Alix de Bourgogne, de Hugues III de Bourgogne et de Mathilde de Bourgogne. |           |
|          | Alix de Lorraine (1145-1200)                             | - Hugues III de Bourgogne (mariage en 1165) | - Duchesse de Bourgogne (1165-1183) | - Princesse de la Maison de Lorraine. Fille de Mathieu Ier de Lorraine et de Judith-Berthe de Hohenstaufen. - Mère de Eudes III de Bourgogne. - Elle est répudiée en 1183. |           |
|          | Béatrice d'Albon (1161- 16 décembre 1228)                | - Albéric Taillefer de Toulouse (mariage en 1164) - Hugues III de Bourgogne (mariage le 1er septembre 1183) - Hugues de Coligny (mariage avant 1202) | - Comtesse d'Albon (de plein droit, 29 juillet 1162-1204) - Duchesse de Bourgogne (1er septembre 1183 - 25 août 1192) | - Princesse de la Maison d'Albon. Fille de Guigues V d'Albon et de Béatrice de Montferrat. - Mère d'André Dauphin de Bourgogne et d'Anne de Bourgogne. |           |
|          | Mathilde de Portugal (1151- 6 mai 1218)                  | - Philippe d'Alsace (mariage en août 1183) - Eudes III de Bourgogne (mariage en 1193)                                                                | - Comtesse de Flandre (août 1183 - 1er juin 1191) - Duchesse de Bourgogne (1193-1195) | - Princesse de la Maison de Bourgogne au Portugal. Fille d'Alphonse Ier de Portugal et de Mathilde de Savoie. - Elle est contrainte de se séparer de son époux en 1195, pour cause de consanguinité.                                                                                     |           |
|          | Alix de Vergy (1182- 8 avril 1252)                       | - Eudes de Neublans (mariage avant 1185) - Eudes III de Bourgogne (mariage en 1199)                                                                  | - Duchesse de Bourgogne (1199 - 6 juillet 1218) - Régente de Bourgogne (6 juillet 1218-1228) | - Princesse de la Maison de Vergy. Fille de Hugues de Vergy et de Gillette de Trainel. - Mère de Hugues IV de Bourgogne. |           |
|          | Yolande de Dreux (1212 - 30 octobre 1248)                | - Hugues IV de Bourgogne (mariage en 1229) | - Duchesse de Bourgogne (1229 - 30 octobre 1248) | - Princesse de la Maison capétienne de Dreux. Fille de Robert III de Dreux et d'Aénor de Saint-Valéry. - Mère d'Eudes de Nevers, de Jean de Bourgogne, d'Adélaïde de Bourgogne, de Marguerite de Bourgogne et de Robert II de Bourgogne.                                                 |           |
|          | Béatrice de Champagne (1242-1295)                        | - Hugues IV de Bourgogne (mariage en novembre 1258)                                                                                                  | - Duchesse de Bourgogne (1248 - 27/30 octobre 1272) | - Princesse de la Maison de Blois. Fille de Thibaut Ier de Navarre et de Marguerite de Bourbon. - Mère de Béatrice de Bourgogne et d'Isabelle de Bourgogne. |           |
|          | Agnès de France (1260- 19 décembre 1325)                 | - Robert II de Bourgogne (mariage en 1273) | - Duchesse de Bourgogne (1279- 21 mars 1306) - Régente de Bourgogne (21 mars 1306 - 1311) | - Princesse capétienne. Fille de Louis IX de France et de Marguerite de Provence. - Mère de Blanche de Bourgogne, de Marguerite de Bourgogne, de Jeanne de Bourgogne, de Hugues V de Bourgogne, d'Eudes IV de Bourgogne, de Louis de Bourgogne et de Marie de Bourgogne.                 |           |
|          | Jeanne III de Bourgogne (1er/2 mai 1308 - 15 août 1347)  | - Eudes IV de Bourgogne (mariage le 18 juin 1318) | - Duchesse de Bourgogne (18 juin 1318 - 15 août 1347) - Comtesse de Bourgogne et d'Artois (de plein droit, 21 janvier 1330 - 15 août 1347) | - Princesse capétienne. Fille de Philippe V le Long et de Jeanne II de Bourgogne. - Mère de Philippe de Bourgogne. |           |
|          | Marguerite III de Flandre (13 avril 1350 - 16 mars 1405) | - Philippe Ier de Bourgogne (mariage le 14 mai 1357) - Philippe II de Bourgogne (mariage le 19 juin 1369)                                            | - Duchesse de Bourgogne (14 mai 1357 - 21 novembre 1361 puis 19 juin 1369 - 27 avril 1404) - Comtesse de Bourgogne et d'Artois (14 mai 1357 - 21 novembre 1361 puis de plein droit 30 janvier 1384 - 16 mars 1405) - Comtesse d'Auvergne et de Boulogne (29 septembre 1360 - 21 novembre 1361) - Comtesse de Flandre, de Rethel, et de Nevers (de plein droit, 30 janvier 1384 - 16 mars 1405) | - Princesse de la Maison de Dampierre. Fille de Louis II de Flandre et de Marguerite de Brabant. - Mère de Jean Ier de Bourgogne, d'Antoine de Brabant, de Philippe de Bourgogne, de Marguerite de Bourgogne, de Catherine de Bourgogne, de Bonne de Bourgogne et de Marie de Bourgogne. |           |

Le roi Jean II le Bon exerce la régence de 1361 à 1363.

### Maison de Valois-Bourgogne (1363-1482)
| Portrait | Nom (dates)                                               | Époux | Titres | Eléments biographiques | Armoiries |
| -------- | --------------------------------------------------------- | --- | --- | --- | --------- |
|          | Marguerite III de Flandre (13 avril 1350 - 16 mars 1405)  | - Philippe Ier de Bourgogne (mariage le 14 mai 1357) - Philippe II de Bourgogne (mariage le 19 juin 1369) | - Duchesse de Bourgogne (14 mai 1357 - 21 novembre 1361 puis 19 juin 1369 - 27 avril 1404) - Comtesse de Bourgogne et d'Artois (14 mai 1357 - 21 novembre 1361 puis de plein droit 30 janvier 1384 - 16 mars 1405) - Comtesse d'Auvergne et de Boulogne (29 septembre 1360 - 21 novembre 1361) - Comtesse de Flandre, de Rethel, et de Nevers (de plein droit, 30 janvier 1384 - 16 mars 1405) | - Princesse de la Maison de Dampierre. Fille de Louis II de Flandre et de Marguerite de Brabant. - Mère de Jean sans Peur, d'Antoine de Brabant, de Philippe de Bourgogne, de Marguerite de Bourgogne, de Catherine de Bourgogne, de Bonne de Bourgogne et de Marie de Bourgogne. |           |
|          | Marguerite de Bavière (1363 - 23 janvier1424)             | - Jean sans Peur (mariage le 12 avril 1385)                                                               | - Duchesse de Bourgogne (27 avril 1404 - 10 septembre 1419) - Comtesse de Flandre, de Bourgogne et d'Artois (16 mars 1405 - 10 septembre 1419) | - Princesse de la Maison de Wittelsbach. Fille d'Albert Ier de Hainaut et de Marguerite de Brzeg. - Mère de Marguerite de Bourgogne, de Marie de Bourgogne, de Philippe le Bon, d'Anne de Bourgogne et d'Agnès de Bourgogne.                                                      |           |
|          | Michelle de France (11 janvier 1395 - 8 juillet 1422)     | - Philippe le Bon (mariage en juin 1409)                                                                  | - Comtesse de Charolais (juin 1409 - 8 juillet 1422) - Duchesse de Bourgogne, comtesse de Flandre, de Bourgogne et d'Artois (10 septembre 1419 - 8 juillet 1422) | - Princesse de la Maison de Valois. Fille de Charles VI de France et d'Isabeau de Bavière. |           |
|          | Bonne d'Artois (1396 - 17 septembre 1425)                 | - Philippe de Bourgogne (mariage le 20 juin 1413) - Philippe le Bon (mariage le 30 novembre 1424)         | - Comtesse de Nevers et de Rethel (20 juin 1413 - 25 octobre 1415) - Duchesse de Bourgogne, comtesse de Flandre et de Bourgogne (30 novembre 1424 - 17 septembre 1425) | - Princesse de la Maison capétienne d'Artois. Fille de Philippe d'Artois et de Marie de Berry. - Mère de Charles de Bourgogne et de Jean de Bourgogne. |           |
|          | Isabelle de Portugal (21 février 1397 - 17 décembre 1471) | - Philippe le Bon (mariage le 7 janvier 1430)                                                             | - Duchesse de Bourgogne, de Brabant et de Limbourg, comtesse de Flandre, de Bourgogne et de Namur (7 janvier 1430 - 15 juin 1467) - Comtesse de Hollande, de Zélande et de Hainaut (15 avril 1433 - 15 juin 1467) - Duchesse de Luxembourg (4 octobre 1441 - 15 juin 1467) | - Princesse de la Maison d'Aviz. Fille de Jean Ier de Portugal et de Philippa de Lancastre. - Mère de Charles le Téméraire. |           |
|          | Marguerite d'York (3 mai 1446 - 23 novembre 1503)         | - Charles le Téméraire (mariage le 3 juillet 1468)                                                        | - Duchesse de Bourgogne, de Luxembourg, de Brabant et de Limbourg, comtesse de Flandre, de Bourgogne, de Charolais, de Namur, de Hollande, de Zélande et de Hainaut (3 juillet 1468 - 5 janvier 1477) - Duchesse de Gueldre et comtesse de Zutphen (23 février 1473 - 5 janvier 1477) | - Princesse de la Maison d'York. Fille de Richard Plantagenêt et de Cécile Neville. |           |
|          | Marie de Bourgogne (13 février 1457 - 27 mars 1482)       | - Maximilien Ier du Saint-Empire (mariage le 19 août 1477)                                                | Duchesse de Bourgogne, de Luxembourg, de Gueldre, de Brabant et de Limbourg, comtesse de Flandre, de Bourgogne, de Charolais, de Zutphen, de Namur, de Hollande, de Zélande et de Hainaut (de plein droit, 5 janvier 1477 - 27 mars 1482) | - Princesse de la Maison de Valois-Bourgogne. Fille de Charles le Téméraire et d'Isabelle de Bourbon. - Mère de Philippe Ier le Beau et de Marguerite d'Autriche. |           |

Marie de Bourgogne revendique le titre de duchesse, sans avoir le contrôle physique de la Bourgogne. Elle conserve en outre les Pays-Bas bourguignons, le comté de Bourgogne, l'ordre de la Toison d'or et les armoiries de Bourgogne, qu'elle transmet aux Habsbourg, par son mariage, en 1477, avec Maximilien de Habsbourg (futur empereur du Saint-Empire).

## Maison de Habsbourg (1482-1700)
| Portrait | Nom (dates)                                                           | Époux                                                 | Titres | Eléments biographiques | Armoiries |
| -------- | --------------------------------------------------------------------- | ----------------------------------------------------- | --- | --- | --------- |
|          | Jeanne Ire de Castille (6 novembre 1479 - 12 avril 1555)              | - Philippe Ier le Beau (mariage le octobre 1496)      | - Souveraine des Pays-Bas (20 octobre 1496 - 25 septembre 1506) - Reine de Castille (de plein droit, 26 novembre 1504 - 12 avril 1555) - Reine d'Aragon, de Sicile et de Naples (de plein droit, 23 janvier 1516 - 12 avril 1555)                                                                                         | - Princesse de la Maison de Trastamare. Fille de Ferdinand II d'Aragon et d’Isabelle Ire de Castille. - Mère d'Éléonore de Habsbourg, de Charles Quint, d'Isabelle d'Autriche, de Ferdinand Ier du Saint-Empire, de Marie de Hongrie et de Catherine de Castille. |           |
|          | Isabelle de Portugal (24 octobre 1503 - 1er mai 1539)                 | - Charles Quint (mariage le 10 mars 1526)             | - Reine de Germanie (10 mars 1526 - 24 février 1530) - Reine de Castille, d'Aragon, de Sicile et de Naples, souveraine des Pays-Bas (10 mars 1526 - 1er mai 1539) - Impératrice du Saint-Empire (24 février 1530 - 1er mai 1539)                                                                                          | - Princesse de la Maison d'Aviz. Fille de Manuel Ier de Portugal et de Marie d'Aragon. - Mère de Philippe II d'Espagne, de Marie d'Autriche et de Jeanne d'Autriche.                                                                                              |           |
|          | Marie Ire d'Angleterre (18 février 1516 - 17 novembre 1558)           | - Philippe II d'Espagne (mariage en 1554)             | - Reine d'Angleterre et d'Irlande (de plein droit, 6 juillet 1553 - 17 novembre 1558) - Princesse des Asturies (25 juillet 1554 - 16 janvier 1556) - Reine de Naples et de Sicile, duchesse de Milan (25 juillet 1554 - 17 novembre 1558) - Reine d'Espagne, souveraine des Pays-Bas (16 janvier 1556 - 17 novembre 1558) | - Princesse de la Maison Tudor. Fille d'Henri VIII d'Angleterre et de Catherine d'Aragon. |           |
|          | Élisabeth de France (2 avril 1546 - 3 octobre 1568)                   | - Philippe II d'Espagne (mariage le 22 juin 1559)     | - Reine d'Espagne, de Naples et de Sicile, duchesse de Milan, souveraine des Pays-Bas (22 juin 1559 - 3 octobre 1568) | - Princesse de la Maison de Valois. Fille d'Henri II de France et de Catherine de Médicis. - Mère d'Isabelle-Claire-Eugénie d'Autriche et de Catherine-Michelle d'Autriche.                                                                                       |           |
|          | Anne d'Autriche (2 novembre 1549 - 26 octobre 1580)                   | - Philippe II d'Espagne (mariage le 4 mai 1570)       | - Reine d'Espagne, de Naples et de Sicile, duchesse de Milan, souveraine des Pays-Bas (4 mai 1570 - 26 octobre 1580) | - Princesse de la Maison de Habsbourg. Fille de Maximilien II du Saint-Empire et de Marie d'Autriche. - Mère de Ferdinand d'Autriche, de Diègue d'Autriche et de Philippe III d'Espagne.                                                                          |           |
|          | Isabelle-Claire-Eugénie d'Autriche (12 août 1566 - 1er décembre 1633) | - Albert d'Autriche (mariage le 6 mai 1598)           | - Princesse des Asturies (de plein droit, 24 juillet 1568 - 4 décembre 1571) - Souveraine des Pays-Bas (de plein droit, 6 mai 1598 - 13 juillet 1621) - Gouvernante des Pays-Bas espagnols (de plein droit, 13 juillet 1621 - 1er décembre 1633)                                                                          | - Princesse de la Maison de Habsbourg. Fille de Philippe II d'Espagne et d'Élisabeth de France. |           |
|          | Élisabeth de France (22 novembre 1602 - 6 octobre 1644)               | - Philippe IV d'Espagne (mariage le 25 novembre 1615) | - Princesse des Asturies (25 novembre 1615 - 31 mars 1621) - Reine d'Espagne, de Naples et de Sicile, duchesse de Milan, souveraine des Pays-Bas (31 mars 1621 - 6 octobre 1644) - Reine de Portugal (31 mars 1621 - 1er décembre 1640)                                                                                   | - Princesse de la Maison de Bourbon. Fille d'Henri IV de France et de Marie de Médicis. - Mère de Balthazar-Charles d'Autriche et de Marie-Thérèse d'Autriche. |           |
|          | Marie-Anne d'Autriche (24 décembre 1634 - 16 mai 1696)                | - Philippe IV d'Espagne (mariage le 7 octobre 1649)   | - Reine d'Espagne, de Naples et de Sicile, duchesse de Milan, souveraine des Pays-Bas (7 octobre 1649 - 17 septembre 1665) - Régente du royaume d'Espagne (17 septembre 1665 - 6 novembre 1675) | - Princesse de la Maison de Habsbourg. Fille de Ferdinand III du Saint-Empire et de Marie-Anne d'Autriche. - Mère de Marguerite-Thérèse d'Autriche, de Philippe-Prosper d'Autriche et de Charles II d'Espagne.                                                    |           |
|          | Marie-Louise d'Orléans (26 mars 1662 - 12 février 1689)               | - Charles II d'Espagne (mariage le 19 novembre 1679)  | - Reine d'Espagne, de Naples et de Sicile, duchesse de Milan, souveraine des Pays-Bas (19 novembre 1679 - 12 février 1689) | - Princesse de la Maison d'Orléans. Fille de Philippe d’Orléans et d'Henriette d'Angleterre. |           |
|          | Marie-Anne de Neubourg (28 octobre 1667 - 16 juillet 1740)            | - Charles II d'Espagne (mariage le 14 mai 1690)       | - Reine d'Espagne, de Naples et de Sicile, duchesse de Milan, souveraine des Pays-Bas (14 mai 1690 - 1er novembre 1700) | - Princesse de la Maison de Witteslsbach. Fille de Philippe-Guillaume de Neubourg, et d'Élisabeth-Amélie de Hesse-Darmstadt. |           |

## Maison de Bourbon (1700-1706)
| Portrait | Nom (dates)                                                            | Époux                                               | Titres | Eléments biographiques | Armoiries |
| -------- | ---------------------------------------------------------------------- | --------------------------------------------------- | --- | --- | --------- |
|          | Marie-Louise-Gabrielle de Savoie (17 septembre 1688 - 14 février 1714) | - Philippe V d'Espagne (mariage le 2 novembre 1701) | - Reine d'Espagne et duchesse de Milan (2 novembre 1701 - 14 février 1714) - Reine de Naples, de Sicile et de Sardaigne (2 novembre 1701 - 11 avril 1713) - Souveraine des Pays-Bas (2 novembre 1701-1710) | - Princesse de la Maison de Savoie. Fille de Victor-Amédée II de Savoie et d' Anne-Marie d'Orléans. - Mère de Louis Ier d'Espagne et de Ferdinand VI d'Espagne. |           |

## Maison de Habsbourg (1706-1780)
| Portrait | Nom (dates)                                                                     | Époux                                                       | Titres | Eléments biographiques | Armoires |
| -------- | ------------------------------------------------------------------------------- | ----------------------------------------------------------- | --- | --- | -------- |
|          | Élisabeth-Christine de Brunswick-Wolfenbüttel (28 août 1691 - 21 décembre 1750) | - Charles VI du Saint-Empire (mariage en 1708)              | - Impératrice du Saint-Empire, reine de Germanie, de Hongrie et de Bohême, archiduchesse d'Autriche (17 avril 1711 - 20 octobre 1740) - Duchesse de Milan (1714 - 20 octobre 1740) - Souveraine des Pays-Bas (1715 - 20 octobre 1740) - Duchesse de Parme et de Plaisance (3 octobre 1735 - 20 octobre 1740) | - Princesse de la Maison de Brunswick. fille de Louis-Rodolphe de Brunswick-Wolfenbüttel et de Christine-Louise d'Oettingen-Oettingen. - Mère de Marie-Thérèse d'Autriche et de Marie-Anne d'Autriche. |          |
|          | Marie-Thérèse d'Autriche (13 mai 1717 - 29 novembre 1780)                       | - François Ier du Saint-Empire (mariage le 12 février 1736) | - Duchesse de Lorraine (12 février 1736 - 9 juillet 1737) - Grande-duchesse de Toscane (9 juillet 1737 - 18 août 1765) - Reine de Hongrie et de Bohême, archiduchesse d'Autriche, duchesse de Milan, souveraine des Pays-Bas (de plein droit, 20 octobre 1740 - 29 novembre 1780) - Duchesse de Parme et de Plaisance (de plein droit, 20 octobre 1740 - 18 août 1748) - Impératrice du Saint-Empire, reine de Germanie (13 septembre 1745 - 18 août 1765) | - Princesse de la Maison de Habsbourg. Fille de Charles VI du Saint-Empire et d'Élisabeth-Christine de Brunswick-Wolfenbüttel. - Mère de Marie-Élisabeth d'Autriche, de Marie-Anne d'Autriche, de Marie-Caroline d'Autriche, de Joseph II du Saint-Empire, de Marie-Christine d'Autriche, de Marie-Élisabeth d'Autriche, de Charles Joseph d'Autriche, de Marie-Amélie d'Autriche, de Léopold II du Saint-Empire, de Marie-Caroline d'Autriche, de Marie-Jeanne-Gabrielle d'Autriche, de Marie-Josèphe d'Autriche, de Marie-Caroline d'Autriche, de Ferdinand d'Autriche-Este, de Marie-Antoinette d'Autriche et de Maximilien François d'Autriche. |          |

À la mort de cette dernière et jusqu'à nos jours, le titre de duc de Bourgogne est porté par les rois Bourbons d'Espagne, et celui de duchesse, par leurs épouses : voir la liste des reines d'Espagne.

## Titre de courtoisie français
À la mort de Charles le Téméraire, dernier membre masculin de la maison de Valois-Bourgogne, Louis XI s'empare du duché de Bourgogne et le rétrocède à la Couronne. Le titre de duc de Bourgogne est décerné par Louis XIV au fils aîné du dauphin. L'épouse de ce dernier prend donc de facto le titre de duchesse.
| Portrait | Nom (dates)                                                  | Époux                                          | Titres | Eléments biographiques | Armoiries |
| -------- | ------------------------------------------------------------ | ---------------------------------------------- | --- | --- | --------- |
|          | Marie-Adélaïde de Savoie (6 décembre 1685 - 12 février 1712) | - Louis de France (mariage le 7 décembre 1697) | - Duchesse de Bourgogne (7 décembre 1697 - 14 avril 1711) - Dauphine de France (14 avril 1711 - 12 février 1712) | - Princesse de la Maison de Savoie. Fille de Victor-Amédée II de Savoie et d'Anne-Marie d'Orléans. - Mère de Louis de France et de Louis XV de France. |           |